# تولد سوم
تولد سوم (به انگلیسی: The 3rd Birthday) و (به ژاپنی: ザ・サード バースデイ Za Sādo Bāsudei) یک بازی ویدئویی در سبک تیراندازی سوم شخص و نقش‌آفرینی اکشن و عنوان سومین نسخه از مجموعه بازی‌های پارازیت ایو است که توسط هگزادرایو توسعه یافته و به‌وسیلهٔ شرکت اسکوئر انیکس و تنها برای پلی‌استیشن همراه منتشر شد. نخستین انتشار ان در ۲۲ دسامبر ۲۰۱۰ در زاپن بود که یک سال بعد در ۲۹ مارس ۲۰۱۱ در آمریکای شمالی و در ۱ آوریل ۲۰۱۱ نیز در اروپا منتشر شد. ساخت و انتشار این بازی و بازی پیشین این سری، ۱۰ سال وقفه اتفاق افتاد.
رویدادهای این بازی در منهتن نیویورک رخ می‌دهد و شخصیت اصلی آن، همانند دو بازی پیشین آیا برآ است. در این بازی، شخصیت‌های قدیمی از سری‌های پیشین نیز حضور دارند.

## بازتاب‌ها
| گردآورنده | امتیاز |
| --------- | ------ |
| متاکریتیک | ۷۰/۱۰۰ |
| GameStats | ۷٫۰/۱۰ |

| ناشر             | امتیاز |
| ---------------- | ------ |
| فامیتسو          | ۳۶/۴۰  |
| جی۴              | ۴ / ۵  |
| گیمزمستر         | ۸۰٪    |
| گیم‌اسپات         | ۶/۱۰   |
| آی‌جی‌ان           | ۸٫۵/۱۰ |
| پلی              | ۸۰٪    |
| GamingXP         | ۸۰/۱۰۰ |
| Meristation      | ۸/۱۰   |
| Vandal Online    | ۸٫۷/۱۰ |
| VideoGamer.com   | ۸/۱۰   |
| Blistered Thumbs | ۵/۱۰   |